# Richard Evans
Richard Evans (29 de maig de 1954) va ser un ciclista britànic que va córrer durant els anys 70 del segle xx. S'especialitzà en el ciclisme en pista.

## Palmarès
- 1974
  - Medalla d'or als Jocs de la Commonwealth en persecució per equips